# بروس تشايلدز
بروس تشايلدز هو نقابي وسياسي أسترالي، ولد في 23 أغسطس 1934 في سيدني في أستراليا. نشط حزبياً في حزب العمال الأسترالي. وقد انتخب عضو مجلس الشيوخ الأسترالي ‏ عن دائرة نيوساوث ويلز ‏ (1 يوليو 1981 – 10 سبتمبر 1997).